# Tarkhankutskyj-halvøen
Tarkhankutskyj-halvøen (ukrainsk: Тарханкутський півострів (Tarkhankutskyj), russisk: Тарханкутский полуостров, krimtatarisk: Tarhanqut yarımadası) er halvøen, som udgør den vestlige ende af Krim i Sortehavet. Dens nordlige kyst er en sydlig kyst af Karkinit-bugten. Dets vestligste punkt er Cape Priboyny, syd for det er Cape Tarkhankut. Terrænet på halvøen er Tarkhankut-højlandet. På halvøen ligger Tjarivna Havan Nationalpark.

## Kap Tarkhankut
Kap Tarkhankut er en sydvestlig pynt på Tarkhankut-halvøen på Krim, med Tarkhankut fyrtårnet yderst på pynten.

## Tarkhankut Højlandet
Tarkhankut Højlandet eller Tarkhankut Bakkerne er et højland, der udgør Tarkhankut-halvøen.  Her, ved Donuzlav-søen, ligger Tarkhankut-vindmølleparken der blev oprettet i 2001 med 21 vindmøller med en samlet kapacitet på 2,26 MW. Den planlagte kapacitet var 70 MW.

## Donuzlav
Donuzlav-søen (ukrainsk: Донузлав) er en saltsø, der er forbundet med Sortehavet via en sejlbar kanal og beliggende ved halvøens sydlige kyster.